# Ed Davey
Edward Jonathan Davey, dit Ed Davey, né le 25 décembre 1965 à Ashfield, est un homme politique britannique. Il est chef des Libéraux-démocrates depuis le 13 décembre 2019.

## Biographie
Né dans le village d'Annesley Woodhouse, dans le district d'Ashfield dans le Nottinghamshire, Edward Davey fait ses études au Jesus College de l'université d'Oxford et à l'université de Londres. Il affronte le décès de ses parents dans son enfance. En 1994, il sauve une femme tombée inconsciente sur les voies ferroviaires à la gare de Clapham Junction.
Membre des Libéraux-démocrates, il est secrétaire d'État à l'Énergie et au Changement climatique dans le gouvernement de coalition du Premier ministre David Cameron, du 3 février 2012 au 8 mai 2015. Il est élu membre du Parlement pour Kingston et Surbiton en 1997, avec 56 voix d'avance sur le sortant Richard Tracey, membre du Parti conservateur, mais lors des élections de 2015, il perd son siège, battu de peu par James Berry, avec 34,5 % des voix contre 39,2 % à son adversaire conservateur. Il est réélu membre de la Chambres des communes pour Kingston et Surbiton lors des élections de 2017 et 2019.
Après la défaite de Jo Swinson aux élections générales de 2019, Edward Davey co-assure l'intérim à la direction du parti jusqu'en 2020, lorsqu'il remporte l'élection à la direction des Libéraux-démocrates face à Layla Moran.

## Honneurs
Edward Davey est anobli au rang de Knight Bachelor lors des New Year Honours de 2016 pour service politique et public, ce qui l'autorise à porter le prédicat de « Sir ».

## Résultats électoraux

### Chambre des communes
| Élection          | Circonscription      | Parti | Parti               | Voix   | %    | Résultats |
| ----------------- | -------------------- | ----- | ------------------- | ------ | ---- | --------- |
| Générales de 1997 | Kingston et Surbiton |       | Libéraux-démocrates | 20 411 | 36,7 | Élu       |
| Générales de 2001 | Kingston et Surbiton |       | Libéraux-démocrates | 29 542 | 60,2 | Élu       |
| Générales de 2005 | Kingston et Surbiton |       | Libéraux-démocrates | 25 397 | 51,0 | Élu       |
| Générales de 2010 | Kingston et Surbiton |       | Libéraux-démocrates | 28 428 | 49,8 | Élu       |
| Générales de 2015 | Kingston et Surbiton |       | Libéraux-démocrates | 20 415 | 34,5 | Échec     |
| Générales de 2017 | Kingston et Surbiton |       | Libéraux-démocrates | 27 810 | 44,7 | Élu       |
| Générales de 2019 | Kingston et Surbiton |       | Libéraux-démocrates | 31 103 | 51,1 | Élu       |
| Générales de 2024 | Kingston et Surbiton |       | Libéraux-démocrates | 25 870 | 51,1 | Élu       |